# Козаново
Козаново е село в Южна България. То се намира в община Асеновград, област Пловдив.

## География
Село Козаново е разположено на едва 7 км източно от Асеновград и планината Родопи и на около 30 км от Пловдив. Близо до селото се намират няколко манастира (Араповският манастир „Света Неделя“ -на 1-2 км, манастирът „Света Петка“ – на 8-9 км, манастирът „Свети Кирик“ – на 8-9 км), както и три язовира. Най-голям от тях е язовирът 40-те извора, често използван и като гребна база на отборите по кану-каяк от Пловдив и региона.

## История
Писмени сведения от създаването на село Козаново няма. От разкази на стари хора от селото живели през ХIXв. то е съществувало като малка махала, но не на същото място на което е сега, а на юг по поречието на долното дере. Какво е било другото име не се знае. На около повече от километър по поречието на долното дере, където сега се намира язовира „Циганката“ от западната страна на язовира се намирало турско село също с неизвестно име. През този период в селото имало един козар, който си е направил къшла на козите на така наречената „Великденска каба“ – сегашното футболно игрище. И понеже турците често са нападали българската махала, се наложило българите да се преместят и живеят на сегашната долна махала на селото, като по този начин са избягвали нападенията на турците, защото не можели да ги видят. Жителите на селото се занимавали със земеделие, животновъдство и най-вече с отглеждане на буби за коприна. Поради това са произвеждали голямо количество пашкули, което е турско наименование, а българското е козан и незнайно кога през ХIXв. селото възприема името Козаново. Сега вече селото е нараснало на триста къщи и около хиляда души жители. Не е известно да е имало друго име.

## Религии
Източно православни. Един от свещениците в православния храм е бил свещеноиконом Пенчо Антов, който е погребан в гробищният парк на селото.

## Културни и природни забележителности
Село Козаново предлага няколко маршрута за разходки – до близките два микроязовира разстоянието е незначително (15-30 мин.), на ок. 40-45 мин. е по-големият 40-те извора. И трите язовира предлагат прекрасна гледка към ширналите се между Асеновград и Кърджали Родопи. Коларските пътчета до тях, както и до съседния Араповски манастир, не са маркирани, но всеки в селото би могъл да ви упъти.

## Личности
Родени в Козаново
- Славчо Тодоров, български революционер от ВМОРО, четник на Иван Наумов Алябака[2]